# 1945 en mathématiques
| Années des mathématiques : 1942 - 1943 - 1944 - 1945 - 1946 - 1947 - 1948    |
| Décennies des mathématiques : 1910 - 1920 - 1930 - 1940 - 1950 - 1960 - 1970 |

Cet article présente les faits marquants de l'année 1945 en mathématiques.

## Évènements
- Octobre 1945 et Octobre 1946 : Albert Einstein propose dans les Annals of Mathematics une théorie généralisée de la gravitation publiée par l’université de Princeton[1],[2]. Il tente de formuler une théorie dite du « champ unitaire » réunissant en un même schéma les lois de la gravitation et celle de l’électromagnétisme[3].

## Naissances
- 15 janvier : François Laudenbach, mathématicien français.
- 25 janvier : Jean-Marie Laborde, mathématicien français.
- 26 janvier : John Coates (mort en 2022), mathématicien australien.
- 30 janvier : George Elliott, mathématicien canadien.
- 31 janvier : Persi Diaconis, mathématicien américain.
- 9 février : Carol Wood, mathématicienne américaine.
- 21 février : Samuel Wagstaff, mathématicien américain.
- 28 février : Linda Preiss Rothschild, mathématicienne américaine.
- 8 mars : Sylvia Wiegand, mathématicienne américaine.
- 12 mars : Vijay Kumar Patodi (mort en 1976), mathématicien indien.
- 13 mars : Anatoli Fomenko, mathématicien russe.
- 22 mars : Paul Gauduchon, mathématicien français.
- 24 mars : Robert Charles Vaughan, mathématicien britannique.
- 25 mars : Hermann Flaschka (mort en 2021), physicien mathématicien austro-américain.
- 29 mars : Joséphine Guidy Wandja, mathématicienne ivoirienne.
- 10 avril : Bernt Øksendal, mathématicien norvégien.
- 18 avril : Joseph Bernstein, mathématicien israélien.
- 29 avril : Franco Brezzi, mathématicien italien.
- 14 mai : Laurence Wolsey, mathématicien britannique.
- 20 mai : Nicolas Bouleau, mathématicien français.
- 3 juin : Ronald Cicurel, mathématicien et philosophe égyptien.
- 8 juin : Nicole Tomczak-Jaegermann, mathématicienne canadienne.
- 3 juillet : Saharon Shelah, mathématicien israélien.
- 4 juillet : John Allen Paulos, mathématicien américain.
- 6 juillet : Leon Simon, mathématicien australien.
- 24 juillet : Olivier Pironneau, mathématicien français.
- 29 août : Wilbur Knorr (mort en 1997), historien des mathématiques américain.
- 31 août : Israel Michael Sigal, mathématicien canadien.
- 24 septembre : Ian Stewart, mathématicien britannique.
- 29 septembre : Ross Street, mathématicien australien.
- 6 ou 7 octobre : John H. Hubbard, mathématicien américain.
- 10 octobre : Robert Griess, mathématicien américain.
- 18 octobre : Dusa McDuff, mathématicienne anglaise.
- 21 octobre : Habib Tawa, historien, journaliste et mathématicien français.
- 12 novembre : Judith Roitman, mathématicienne américaine.
- 26 novembre : Enrico Arbarello, mathématicien italien.

- Jean-Pierre Boudine, mathématicien français.
- Pierrette Cassou-Noguès, mathématicienne française.
- Henri Skoda, mathématicien français.
- Bernard Teissier, mathématicien français.

## Décès

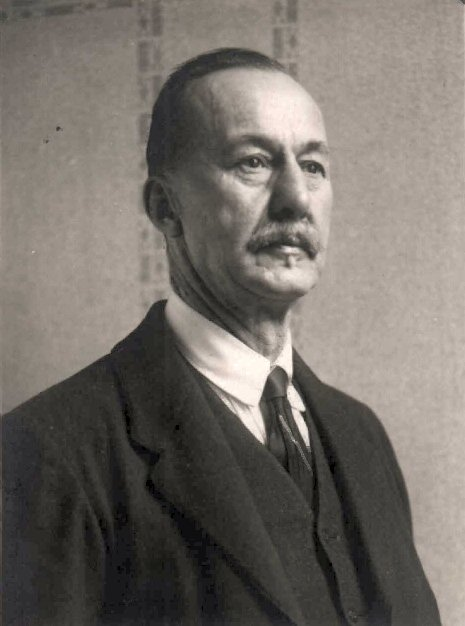
Wilhelm Wirtinger

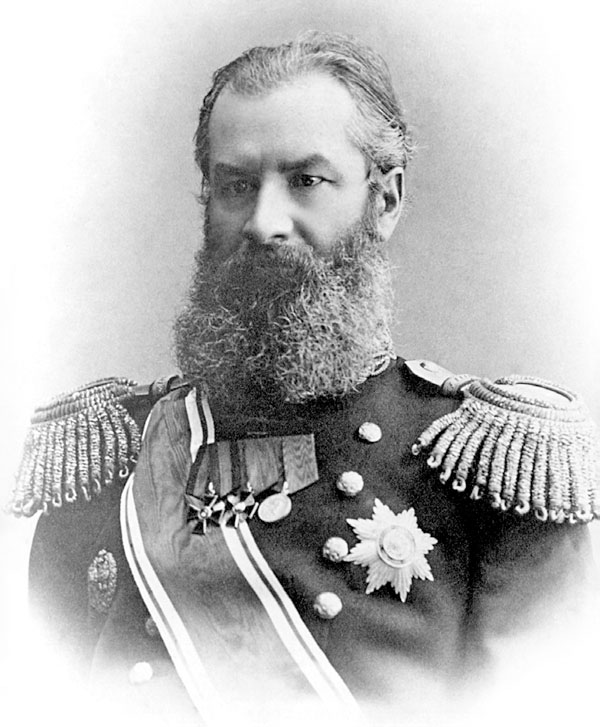
Alexeï Krylov

- 5 janvier : Dmitry Mirimanoff (né en 1861), mathématicien russe naturalisé suisse.
- 15 janvier : Wilhelm Wirtinger (né en 1865), mathématicien autrichien.
- 8 février : Julius Wolff (né en 1882), mathématicien néerlandais.
- 22 avril : Jacques Feldbau (né en 1914), mathématicien français, mort en déportation au camp de Ganacker.
- 4 juin : Virginia Ragsdale (née en 1870), mathématicienne américaine.
- 19 juin : Stefan Mazurkiewicz (né en 1888), mathématicien polonais.
- 12 juillet : Boris Galerkine (né en 1871), mathématicien et ingénieur russe.
- 4 août : Gerhard Gentzen (né en 1909), mathématicien et logicien allemand.
- 31 août : Stefan Banach (né en 1892), mathématicien polonais.
- 26 octobre : Alexeï Krylov (né en 1863), ingénieur naval et mémorialiste russe, connu pour ses travaux de mathématiques appliquées.
- 18 novembre : Jacob Tamarkin (né en 1888), mathématicien russe et américain.
- 11 décembre : Carl Cranz (né en 1858), mathématicien et physicien allemand.